# Municipio de Union (condado de Doniphan)
El municipio de Union (en inglés: Union Township) es un municipio ubicado en el condado de Doniphan en el estado estadounidense de Kansas. En el año 2010 tenía una población de 297 habitantes y una densidad poblacional de 3,18 personas por km².

## Geografía
El municipio de Union se encuentra ubicado en las coordenadas 39°42′13″N 95°16′26″O / 39.70361, -95.27389. Según la Oficina del Censo de los Estados Unidos, el municipio tiene una superficie total de 93.48 km², de la cual 93,4 km² corresponden a tierra firme y (0,08 %) 0,08 km² es agua.

## Demografía
Según el censo de 2010, había 297 personas residiendo en el municipio de Union. La densidad de población era de 3,18 hab./km². De los 297 habitantes, el municipio de Union estaba compuesto por el 94,61 % blancos, el 0,34 % eran amerindios y el 5,05 % eran de una mezcla de razas. Del total de la población el 1,68 % eran hispanos o latinos de cualquier raza.